# Yuki Kagawa
Yuki Kagawa (født 2. juli 1992) er en japansk fodboldspiller, som spiller for den japanske fodboldklub V-Varen Nagasaki.